# Hiatensor semirutus
Hiatensor semirutus là một loài tò vò trong họ Ichneumonidae.